# Wilson Piñones
Wilson Eduardo Piñones Aguirre (Copiapó, Chile, 7 de abril de 1988) es un  exfutbolista chileno que jugaba de Mediocampista.

## Trayectoria
Formado en las inferiores de Deportes Copiapó, su debut con el primer equipo se produjo el 28 de octubre de 2005, en el triunfo 2-1 sobre Unión La Calera en un partido válido por el campeonato de la Primera B, posteriormente continúa su carrera futbolística por el club, incluso siendo capitán del equipo.
Tras 12 años en el "León de Copiapó" y al no llegar a un acuerdo con la dirigencia para su continuidad, partió a Unión La Calera.

## Clubes
| Club              | País  | Año       |
| ----------------- | ----- | --------- |
| Deportes Copiapó  | Chile | 2005-2017 |
| Unión La Calera   | Chile | 2017-2018 |
| Deportes Iquique  | Chile | 2019      |
| Deportes Copiapó  | Chile | 2020-2023 |
| Provincial Ovalle | Chile | 2024      |

## Palmarés
| Título                                          | Equipo           | Región | Año  |
| ----------------------------------------------- | ---------------- | ------ | ---- |
| Segunda División                                | Deportes Copiapó | Chile  | 2012 |
| Torneo Transición de la Primera B de Chile 2017 | Unión La Calera  | Chile  | 2017 |